# Vägen ut
Pour plus de détails, voir Fiche technique et Distribution.
Vägen ut est un film suédois réalisé par Daniel Lind Lagerlöf, sorti en 1999.

## Fiche technique
- Titre : Vägen ut
- Réalisation : Daniel Lind Lagerlöf
- Scénario : Malin Lagerlöf
- Photographie : Jens Fischer
- Montage : Anders Nylander
- Musique : Conny Malmqvist et Hans Åkerhjelm
- Pays d'origine : Suède
- Genre : comédie dramatique
- Date de sortie : 1999

## Distribution
- Björn Kjellman : Reine
- Viveka Seldahl : Hillevi
- Peter Haber : Jakobsson
- Thomas Hanzon : Ekman
- Michael Nyqvist : Diego
- Shanti Roney : Glenn
- Lamine Dieng : Kostas
- Magnus Krepper : Holmlund